# Melissa Pagnotta
Melissa Pagnotta (22 de septiembre de 1988) es una deportista canadiense que compite en taekwondo. Ganó una medalla en los Juegos Panamericanos de 2011, y seis medallas en el Campeonato Panamericano de Taekwondo entre los años 2008 y 2022.

## Palmarés internacional
| Juegos Panamericanos    | Juegos Panamericanos         | Juegos Panamericanos | Juegos Panamericanos |
| Año                     | Lugar                        | Medalla              | Categoría            |
| ----------------------- | ---------------------------- | -------------------- | -------------------- |
| 2011                    | Guadalajara (México)         | Medalla de oro       | –67 kg               |
| Campeonato Panamericano |                              |                      |                      |
| Año                     | Lugar                        | Medalla              | Categoría            |
| 2008                    | Caguas (Puerto Rico)         | Medalla de oro       | –63 kg               |
| 2010                    | Monterrey (México)           | Medalla de oro       | –67 kg               |
| 2014                    | Aguascalientes (México)      | Medalla de oro       | –67 kg               |
| 2018                    | Spokane (Estados Unidos)     | Medalla de bronce    | –67 kg               |
| 2021                    | Cancún (México)              | Medalla de bronce    | –67 kg               |
| 2022                    | Punta Cana (Rep. Dominicana) | Medalla de bronce    | –67 kg               |